# AE Aurigae
AE Aurigae (AE Aur / HD 34078 / HR 1712 / HIP 24575) es una estrella variable de la constelación de Auriga, el cochero. Se encuentra a unos 1450 años luz de distancia.
AE Aurigae es una estrella azul de tipo espectral O9.5Ve muy caliente, con una temperatura en torno a 33.000 K y una luminosidad entre 26.000 y 33.000 veces la del Sol. Su edad se estima en sólo 2,7 millones de años, por lo que es mucho más joven que el Sol, cuya edad es de 4600 millones de años.
Muy masiva —su masa es al menos 17 veces mayor que la masa solar—, tiene un radio unas cinco veces más grande que el radio solar.
La velocidad de rotación medida, inferior a 40 km/s, sugiere que su eje debe estar aproximadamente orientado hacia nosotros.
El brillo de AE Aurigae oscila de forma irregular entre magnitud aparente +5,4 y +6,1, estando catalogada como una variable Orión. Estas son estrellas muy jóvenes y calientes que están entrando en la secuencia principal y suelen estar envueltas en nebulosidad. Actualmente AE Aurigae ilumina una nube de polvo y gas que está atravesando a gran velocidad y le confiere el curioso aspecto de estar ardiendo.
AE Aurigae es una de las estrellas conocidas como estrellas fugitivas, que recorren a gran velocidad el espacio por la colisión con otra estrella o la explosión de un sistema estelar. En el caso de AE Aurigae, se observa que se separa a gran velocidad de Mu Columbae, y se piensa que ambas estrellas nacieron en la nebulosa de Orión y se están separando desde entonces.